# Mediaster australiensis
Mediaster australiensis är en sjöstjärneart som beskrevs av Hubert Lyman Clark 1916. Mediaster australiensis ingår i släktet Mediaster och familjen ledsjöstjärnor.
Artens utbredningsområde är havet kring Nya Zeeland. Inga underarter finns listade i Catalogue of Life.